# 歩き出してくれないか/生きて
「歩き出してくれないか/生きて」（あるきだしてくれないか/いきて）は、松山千春が2014年4月16日にリリースした73枚目のシングルである。

## 解説
松山自身初となる両A面シングルとしてリリースされ、ベスト・アルバム『起承転結13』と同時発売された。
「歩き出してくれないか」は、ニッポン放送『THEラジオパーク in 日比谷』のイメージソングとして使用された。

## 収録曲
| 全作詞・作曲: 松山千春、全編曲: 夏目一朗。 |                                                |          |            |      |
| #                                          | タイトル                                       | 作詞     | 作曲・編曲 | 時間 |
| 1.                                         | 「歩き出してくれないか」                       | 松山千春 | 松山千春   | 5:46 |
| 2.                                         | 「生きて」                                     | 松山千春 | 松山千春   | 4:48 |
| 3.                                         | 「歩き出してくれないか」(オリジナル・カラオケ) | 松山千春 | 松山千春   | 5:46 |
| 4.                                         | 「生きて」(オリジナル・カラオケ)               | 松山千春 | 松山千春   | 4:44 |
| 合計時間:                                  | 合計時間:                                      | 21:04    |            |      |